# Liste des cardinaux d'Avignon
La liste des cardinaux d'Avignon correspond à la période du XIVe siècle : elle commence par les consistoires de Clément V et s’arrête au départ de Benoît XIII d’Avignon, le 11 mars 1403.

## Préambule
Les premiers cardinaux, ceux venus d’Italie et ceux nommés par Clément V, ne résidèrent qu’épisodiquement à Avignon. Carpentras étant devenu le siège de la Curie, la plupart d’entre eux s’y établirent ou suivirent le pape lors de ses déplacements dans le Comtat Venaissin à Malaucène ou Monteux principalement. La véritable installation à Avignon ne se fit que sous le pontificat de Jean XXII.

## Cardinaux de Rome ayant résidé à Avignon ou dans le Comtat Venaissin
- Giacomo Colonna, cardinal-diacre de Sainte-Marie in Via Lata (1278-1318).
- Napoléon Orsini Frangipani, neveu du pape Nicolas III, cardinal-diacre de Saint-Adrien (1288-1342).
- Pietro Colonna, neveu du cardinal Giacomo Colonna, cardinal-diacre de Saint-Ange in Pescheria (1288-1326).
- Jean Lemoine (Monachus), évêque d’Arras, vice-chancelier de le Sainte Église Romaine, cardinal des saints Marcellin et Pierre (1294-1313).
- Ladolfo Brancaccio, cardinal-diacre de Saint-Ange (1294-1312).
- Guglielmo Longhi, chancelier de Charles II d’Anjou, roi de Sicile, cardinal-diacre de Saint-Nicolas in Carcere Tulliano (1294-1319).
- Giacomo Stefaneschi, auditeur de la Rote, cardinal-diacre de Saint-Georges au Voile d’Or (1295-1341).
- Francesco Caetani, neveu de Boniface VIII, cardinal-diacre de Sainte-Marie in Cosmedin (1295-1317).
- Riccardo Petroni, vice-chancelier de la Sainte Église Romaine, cardinal-diacre de Saint-Eustache (1295-1314).
- Leonardo Patrasso, oncle de Boniface VIII, archevêque de Capoue, cardinal-évêque d’Albano (1300-1311).
- Gentil de Montefiore dell’Asso, lecteur de théologie à la Curie Romaine, cardinal des saints Sylvestre et Martin-au-Mont (1300-1312).
- Luca Fieschi dei Conti di Lavagna, neveu d’Adrien IV, cardinal-diacre de Santa-Maria in Via Lata au titre des saints Cosme et Damien (1300-1336).
- Pedro Rodriguez, évêque de Burgos, cardinal-évêque de Sabine, dit le cardinal d’Espagne (1302-1310).
- Giovanni Minio de Murovalle, ministre général de l’Ordre des franciscains, cardinal-évêque de Porto et Sainte-Rufine (1302-1312 ou 1313).
- Niccolo Alberti di Prato, évêque de Spoleto, cardinal-évêque d’Ostie et Velletri (1303-1321).

## Cardinaux créés parClément V

### Consistoire du15 décembre 1305
- Pierre de La Chapelle-Taillefert, évêque de Toulouse, cardinal-prêtre de Saint-Vital puis cardinal-évêque de Palestrina (décès en 1312).
- Béranger Frédol l’Ancien, neveu de Clément V, évêque de Béziers, cardinal-évêque de Frascati (décès en 1323).
- Arnaud de Canteloup, neveu de Clément V, archevêque de Bordeaux (décès en 1313).
- Pierre Arnaud, abbé de Sainte-Croix de Bordeaux (décès en 1306).
- Thomas Jorz, confesseur d’Édouard Ier d’Angleterre (décès en 1310).
- Nicolas Caignet de Freauville, cardinal de Saint-Eusèbe (décès en 1323).
- Étienne de Suisy, archidiacre de Bruges (décès en 1311).
- Arnaud de Pellegrue, neveu de Clément V, archidiacre de Chartres, cardinal-diacre de Sainte-Marie in Portico (décès en 1331 ou 1341).
- Raymond de Got, neveu de Clément V (décès en 1310).
- Guilhem Ruffat de Fargues, neveu de Clément V (décès en 1310).

### Consistoire du19 décembre 1310
- Arnaud de Falguières, archevêque d’Arles, cardinal-évêque de Sabine (décès en 1317).
- Bertrand des Bordes, évêque d’Albi (décès en 1311).
- Arnaud Novel, abbé de Fontfroide, vice-chancelier de la Sainte Église Romaine, cardinal de Saint-Prixte (décès en 1317).
- Raymond-Guilhem de Fargues, neveu de Clément V, trésorier du diocèse de Beauvais, cardinal-diacre de Sainte-Marie-la-Neuve (décès en 1346).
- Bernard de Garves de Sainte-Livrade, cousin de Clément V, archidiacre de la cathédrale de Coutances, cardinal-diacre de Sainte-Agate à la Suburra (décès en 1328).

### Consistoire du23 décembre 1312
- Guillaume de Mandagout, recteur du Comtat Venaissin, archevêque d’Aix-en-Provence, cardinal-évêque de Palestrina (décès en 1321).
- Arnaud d’Aux de Lescout, évêque de Poitiers, chapelain de Clément V, cardinal-évêque d’Albano (décès en 1320 ou 1321).
- Jacques Duèze, évêque d’Avignon, cardinal-évêque de Porto et Sainte-Rufine (pape le 7 août 1316).
- Béranger Frédol le Jeune, neveu de Béranger Frédol l’Ancien, évêque de Béziers, cardinal-évêque de Porto au titre des saints Nérée et Achillée (décès en 1323).
- Nicolas de Bec-Crespin, doyen de Saint-Quentin en Normandie, cardinal de Saint-Étienne au Monte Celio (décès en 1318).
- Guillaume Testa, dit Guillaume de la Saunerie, archidiacre de la cathédrale de Saint-Bertrand de Comminges, cardinal de Saint-Cyriaque au Terme (décès en 1326).
- Guillaume-Pierre Godin (ou Guilhem de Peyre Godin), maître du Sacré Palais, cardinal-évêque de Sabine au titre de Sainte-Cécile (décès en 1336).
- Vital du Four, provincial des franciscains en Aquitaine, cardinal-évêque d’Albano au titre des saints Sylvestre et Martin au Mont (décès en 1327).
- Raymond de Saint-Sever, abbé de Saint-Sever, cardinal de Sainte-Pudentienne (décès en 1317).

## Cardinaux créés parJean XXII

### Consistoire du18 décembre 1316
- Bernard de Castanet, évêque du Puy-en-Velay (décès en 1317).
- Jacques de Via, neveu de Jean XXII, évêque d’Avignon, cardinal des saints Jean et Paul (décès en 1317).
- Gaucelme de Jean d’Euse d’Ironne, neveu et chapelain de Jean XXII, cardinal-évêque d’Albano au titre des saints Marcellin et Pierre (décès en 1348).
- Bertrand du Pouget, neveu et chapelain de Jean XXII, cardinal-évêque d’Ostie et de Velletri au titre de Saint-Marcel (décès en 1352).
- Pierre d'Arrablay, chancelier du roi de France, cardinal de Sainte-Suzanne (décès en 1329 ou 1331).
- Bertrand de Montfavès, protonotaire apostolique, cardinal-diacre de Sainte-Marie in Acquiro (décès en 1342).
- Gaillard de la Motte, neveu du pape Clément V, chanoine du chapitre de la cathédrale de Narbonne, cardinal-diacre de Sainte-Lucie in Silice (décès en 1356).
- Giovanni Orsini dit Caetani, protonotaire apostolique, cardinal-diacre de Saint-Théodore (décès en 1335).

### Consistoire du20 juin 1317
- Arnaud de Via, neveu de Jean XXII et frère de Jacques de Via, protonotaire apostolique, cardinal-diacre de Saint-Eustache (décès en 1335).

### Consistoire du20 décembre 1320
- Raynaud de La Porte, archevêque de Bourges (décès en 1325).
- Bertrand Augier de la Tour, archevêque de Salerne (décès en 1332 ou 1333).
- Pierre des Prés de Montpezat, évêque de Riez, archevêque d’Aix-en-Provence et vice-chancelier de l’Église, cardinal-évêque de Palestrina au titre de Sainte-Pudentienne (décès en 1361).
- Simon d'Archiac, archevêque de Vienne (décès en 1323).
- Pilfort de Rabastens, évêque de Rieux, cardinal-prêtre au titre de Sainte-Anastasie (décès en 1330 ou 1331).
- Raymond Le Roux (Ruffo ou Russo), neveu de Jean XXII, cardinal de Sainte-Marie in Cosmedin (décès en 1325).
- Pierre Le Tessier, vice-chancelier de l'Église romaine (décès en 1325)

### Consistoire du18 décembre 1327
- Jean-Raymond de Comminges, archevêque de Toulouse, cardinal-évêque de Porto et Sainte-Rufine au titre de Saint-Vital (décès en 1343 ou en 1348).
- Annibal de Ceccano, archevêque de Naples, cardinal-évêque de Frascati au titre de Saint-Laurent in Lucina (décès en 1350).
- Jacques Fournier, neveu du cardinal Arnaud Novel, évêque de Mirepoix, cardinal de Sainte-Prisque, pape sous le nom de Benoît XII le 20 décembre 1334.
- Raymond de Mostuéjouls, évêque de Saint-Papoul, cardinal de Saint-Eusèbe (décès en 1336 ou 1337).
- Pierre de Mortemart, évêque d’Auxerre, cardinal de Saint-Étienne au Monte Celio (décès en 1335).
- Pierre de Chappes, évêque de Chartres, cardinal des saints Sylvestre et Martin au Mont (décès en 1336).
- Giovanni Colonna, archiprêtre de la basilique Saint-Jean de Latran (décès en 1348)
- Matteo Orsini di Monte Giordano, neveu du cardinal Francesco Orsini, évêque de Manfedonia, cardinal des saints Jean et Paul (décès en 1340).
- Pedro Gómez Barroso, évêque de Carthagène, cardinal-évêque de Sabine au titre de Sainte-Praxède, dit le cardinal d’Espagne (décès en 1348).
- Imbert du Puy, neveu de Jean XXII, protonotaire apostolique, cardinal des Douze Apôtres (décès en 1348).

### Consistoire du25 mai 1331
- Hélie de Talleyrand-Périgord, évêque d’Auxerre, cardinal-évêque d’Albano au titre de Saint-Pierre aux Liens (décès en 1364).

### Consistoire du20 décembre 1331
- Pierre Bertrand d’Annonay, évêque d’Autun, cardinal de Saint-Clément (décès en 1349).

## Cardinaux créés parBenoît XII

### Consistoire du18 décembre 1338
- Gozzio Battaglia, patriarche de Constantinople, cardinal de Saint-Prixe (décès en 1348).
- Bertrand de Deaux, archevêque d’Embrun, cardinal-évêque de Sabine au titre de Saint-Marc (décès en 1355).
- Guillaume de Court Novel, neveu de Benoît XII, évêque d’Albi, cardinal de Saint-Étienne au Monte Celio puis cardinal-évêque de Frascati au titre des Quatre Saints couronnés (décès en 1361).
- Bernard d’Albi, évêque de Rodez, cardinal de Saint-Cyriaque aux Thermes (décès en 1350).
- Ramon de Montfort (décès en 1339).
- Guillaume d’Aure, abbé de Montolieu, cardinal de Saint-Étienne au Mont Celio (décès en 1353).
- Pierre Roger, archevêque de Rouen, cardinal des saints Nérée et Achillée, pape sous le nom de Clément VI le 19 mai 1342.

## Cardinaux créés parClément VI

### Consistoire du20 septembre 1342
- Élie de Nabinal, archevêque de Nicosie, patriarche de Jérusalem, cardinal de Saint-Vital (décès en 1348).
- Guy de Boulogne, archevêque de Lyon, cardinal-évêque de Porto et Sainte-Ruffine au titre de Sainte-Cécile (décès en 1373).
- Aymery de Châlus (ou de Châtelus), né au château de Châlus, évêque de Chartres, cardinal de Saint-Martin (décès en 1349).
- Andrea Ghilini (Ghini Malpighi), évêque de Tournai (décès en 1343).
- Étienne Aubert, évêque de Clermont, cardinal-évêque d’Ostie et Velletri au titre des saints Jean et Pierre, pape sous le nom de Innocent VI le 18 décembre 1352).
- Hugues Roger, frère de Clément VI, évêque de Tulle, cardinal de Saint-Laurent in Damaso (décès en 1363).
- Adhémar Robert, parent de Clément VI, notaire apostolique (décès en 1352).
- Pierre Cyriac, cardinal-prêtre de Saint-Chrysogone (décès en 1351).
- Gérard de La Garde (ou de Daumar), parent de Clément VI, maître général des dominicains (décès en 1343).
- Bernard de La Tour, parent de Clément VI, chanoine du chapitre de la cathédrale de Lyon, cardinal-diacre de Saint-Eustache (décès en 1374).
- Guillaume de La Jugie, neveu de Clément VI, chanoine et archidiacre de Paris, cardinal-diacre de Sainte-Marie in Cosmedin au titre de Saint-Clément (décès en 1374).

### Consistoire du19 mai 1344
- Pierre Bertrand de Colombier, neveu du cardinal Pierre Bertrand, évêque d’Arras, cardinal d’Ostie et Velletri au titre de Sainte-Suzanne (décès en 1361).
- Nicolas de Besse, neveu de Clément VI, évêque de Limoges, cardinal-diacre de Sainte-Marie in Via Lata (décès en 1369).

### Consistoire du29 mai 1348
- Pierre Roger de Beaufort, neveu de Clément VI, notaire apostolique, cardinal-diacre de Sainte-Marie-la-Neuve, pape sous le nom Grégoire XI le 30 décembre 1370).
- Domenico Serra, maître général de l'Ordre de Marie (décès en 1348).

### Consistoire du17 décembre 1350
- Gil Álvarez Carrillo de Albornoz, archevêque de Tolède, cardinal-évêque de Sabine au titre de Saint-Clément, dit le cardinal d’Espagne (décès en 1367).
- Pasteur d’Aubenas de Serrats, archevêque d’Embrun, cardinal des saints Marcellin et Pierre (décès en 1356).
- Raymond de Canillac, parent de Clément VI, archevêque de Toulouse, cardinal-évêque de Palestrina au titre de Sainte-Croix de Jérusalem (décès en 1373).
- Guillaume d'Aigrefeuille l'Ancien, cousin de Clément VI, cardinal-prêtre au titre de Sainte-Marie en Transtevere puis de Sainte-Suzanne, dit le cardinal de Saragosse (décès en 1369).
- Nicola Capocci, évêque d’Urgel, cardinal-évêque de Frascati au titre de Saint-Vital (décès en 1368).
- Peytavin de Montesquiou, évêque d’Albi, cardinal des Douze Apôtres (décès en 1355).
- Arnaud de Villemur, évêque de Pamiers, cardinal de Saint-Sixte (décès en 1355).
- Pierre Ier de Cros, cousin de Clément VI, évêque d’Auxerre, cardinal des saints Sylvestre et Martin au Mont (décès en 1361).
- Gilles Rigaud de Ruffiac, abbé de Saint-Denis, cardinal de Sainte-Praxède (décès en 1353).
- Jean de Caraman, petit-neveu de Jean XXII, notaire apostolique, cardinal-diacre de Saint-Georges au Voile d’Or (décès en 1361).
- Jean de Moulins (ou Jean de la Molineyrie), maître général des dominicains, cardinal de Sainte-Sabine (décès en 1353).
- Rinaldo Orsini, notaire apostolique, cardinal-diacre de Saint-Adrien (décès en 1374).
- Étienne de la Garde, parent de Clément VI, archevêque d’Arles (décès en 1361).

## Cardinaux créés parInnocent VI

### Consistoire du15 février 1353
- Étienne-Audouin Aubert, neveu d’Innocent VI, évêque de Maguelone, cardinal d’Ostie et Velletri au titre des saints Jean et Paul (décès en 1363).

### Consistoire du23 décembre 1356
- Élias de Saint-Yrieix, évêque d’Uzès, cardinal-évêque d’Ostie et Velletri au titre de Saint-Étienne au Monte Celio (décès en 1367).
- Francesco degli Atti, évêque de Florence (décès en 1361).
- Pierre de Selve, dit Pierre de Monteruc, neveu d’Innocent VI, évêque de Pampelune, cardinal de Sainte-Anastasie (né au Château de Donzenac, dans le diocèse de Limoges, décédé le 20 mai 1385).
- Guillaume Farinier de Gourdon, ministre général des franciscains (décès en 1361).
- Nicolás Rossell, prieur provincial des dominicains et inquisiteur d’Aragon, titre de Saint-Sixte (décès en 1362).
- Pierre de La Forest, évêque de Tournai, évêque de Paris, archevêque de Rouen, cardinal de la basilique des Douze Apôtres (décès en 1361).

### Consistoire du17 septembre 1361
- Fontanier de Vassal, patriarche de Grado (décès en 1361).
- Pierre Itier, évêque de Dax, cardinal des Quatre Saints couronnés (décès en 1367).
- Jean de Blauzac, évêque de Nîmes, cardinal-évêque de Sabine au titre de Saint-Marc (décès en 1379).
- Gilles Aycelin de Montaigut, parent de Clément VI, évêque de Thérouanne, chancelier du roi de France, cardinal-évêque de Frascati au titre des saints Sylvestre et Martin au Mont (décès en 1378).
- Androin de la Roche, abbé de Cluny, cardinal de Saint-Marcel (décès en 1369).
- Étienne Aubert le Jeune, neveu d’Innocent VI, évêque de Carcassonne, cardinal de Sainte-Marie in Acquiro (décès en 1369).
- Guillaume Bragosse, évêque de Vabres, cardinal de Saint-Georges au Voile d’Or (décès en 1369).
- Hugues de Saint-Martial, prévôt de Douai, évêque de Tulle, cardinal-diacre de Sainte-Marie in Portico (décès en 1403).

## Cardinaux créés parUrbain V

### Consistoire du18 septembre 1366
- Anglic de Grimoard, frère d’Urbain V, vicaire général du diocèse d’Avignon, cardinal-évêque d’Albano au titre de Saint-Pierre aux Liens (décès en 1388).
- Guillaume Sudre, évêque de Marseille, cardinal-évêque d’Ostie et Velletri (décès en 1373).
- Marco de Viterbe, ministre général de l’Ordre des franciscains (décès en 1369).

### Consistoire du12 septembre 1367
- Guillaume d'Aigrefeuille le Jeune, petit-cousin de Clément VI, notaire apostolique, doyen du chapitre de la cathédrale de Clermont, cardinal de Saint-Étienne au Monte Celio (décès en 1401).

### Consistoire du22 septembre 1368
- Arnaud Bernard du Piret, Patriarche d’Alexandrie (décès en 1368).
- Philippe de Cabassolle, recteur du Comtat Venaissin, évêque de Cavaillon puis de Marseille, patriarche de Jérusalem, cardinal de Sabine au titre de saint Pierre et saint Marcellin (décès en 1372).
- Simon Langham, archevêque de Canterbury, cardinal de Saint-Sixte (décès en 1376).
- Bernard du Bosquet, archevêque de Naples, cardinal des Douze Apôtres (décès en 1371).
- Jean de Dormans, évêque de Beauvais, chancelier du royaume de France, cardinal des Quatre Saints couronnés (décès en 1373).
- Étienne de Poissy, évêque de Paris, cardinal de Saint-Eusèbe (décès en 1373).
- Pierre de Bagnac, neveu du cardinal Pierre de Mortemart, abbé de Saint-Pierre de Montmajour, évêque de Castres (décès en 1369).
- Francesco Tebaldeschi, prieur de la basilique Saint-Pierre de Rome, cardinal de Sabine (décès en 1378).

### Consistoire du7 juin 1370
- Pierre d’Estaing, archevêque de Bourges, cardinal-évêque d’Ostie et Velletri au titre de Sainte-Marie en Transtevere (décès en 1377).
- Pietro Corsini, évêque de Florence, cardinal-évêque de Porto et Sainte-Rufine au titre de Saint-Laurent in Damaso (décès en 1403).

## Cardinaux créés parGrégoire XI

### Consistoire du30 mai 1371
- Pedro Gomez de Barrosso Albornoz, neveu du cardinal Gil Álvarez Carrillo de Albornoz, archevêque de Séville, dit le cardinal d’Espagne (décès en 1374).
- Jean de Cros de Calimafort, neveu de Grégoire XI, évêque de Limoges, cardinal-évêque de Palestrina au titre des saints Nérée et Achillée (décès en 1383).
- Bertrand de Cosnac, évêque de Saint-Bertrand de Comminges, cardinal au titre de Saint-Marcel (décès en 1376).
- Bertrand Lacger de Figeac, évêque d’Assise et de Glandevès, cardinal de Sainte-Cécile puis cardinal d’Ostie et de Velletri au titre de sainte Prisque (décès en 1392).
- Robert de Genève, évêque de Cambrai, cardinal de la Basilique des Douze Apôtres, pape d’Avignon sous le nom Clément VII le 20 septembre 1378).
- Guillaume de Chanac, évêque de Mende, cardinal de Saint-Vital (décès en 1383).
- Jean de la Tour d’Auvergne, abbé de Saint-Benoît-sur-Loire (décès en 1374).
- Jean le Fèvre, évêque de Tulle (décès le 6 mars 1372).
- Giacomo Orsini, notaire apostolique, cardinal-diacre de Saint-Georges au Voile d’Or (décès en 1379).
- Pierre Flandrin, référendaire du pape, cardinal-diacre de Saint-Eustache (décès en 1381).
- Guillaume Noellet, référendaire du pape, cardinal-diacre de Saint-Ange in Pescheria (décès en 1394).
- Pierre de la Vergne, archidiacre de la cathédrale de Rouen, professeur de droit canon à l'université de Montpellier, référendaire et auditeur de la Rote romaine,  cardinal-diacre de Sainte-Marie in Via Lata, dit le cardinal Vert (décès en 1403).

### Consistoire du20 décembre 1375
- Pierre de La Jugie, cousin de Grégoire XI, archevêque de Rouen, cardinal de Sainte-Marie in Cosmedin (décès en 1376).
- Simon de Brassano, archevêque de Milan, cardinal des saints Jean et Pierre (décès en 1381).
- Hugues de Montelais de Montlong, évêque de Saint-Brieuc, cardinal des Quatre Saints couronnés, dit le cardinal de Bretagne (décès en 1384).
- Jean de Bussières, cousin de Grégoire XI, abbé de Cîteaux (décès en 1376).
- Guy de Malesec, évêque de Poitiers, cardinal-évêque de Palestrina au titre de la Sainte-Croix de Jérusalem (décès en 1412).
- Jean de La Grange, évêque d’Amiens, cardinal-évêque de Frascati au titre de Saint-Marcel (décès en 1402).
- Pierre de Sortenac, évêque de Viviers, cardinal-évêque de Sabine au titre de Saint-Laurent en Lucina (décès en 1394).
- Gérard du Puy, parent de Grégoire XI, abbé de Marmoutier, cardinal de Saint-Clément (décès en 1389).
- Pedro Martinez de Luna y Gotou, prévôt de Valencia, cardinal-diacre de Sainte-Marie in Cosmedin, pape d’Avignon sous le nom Benoît XIII le 28 septembre 1394).

## Cardinaux créés parClément VII (antipape)

### Consistoire du18 décembre 1378
- Giacomo d'Itro, patriarche de Constantinople (décès en 1393).
- Niccolò Brancaccio, parent d’Urbain VI, archevêque de Cosenza, cardinal-évêque d’Albano (décès en 1412).
- Pierre Amielh de Brénac, dit Pierre de la Grâce, patriarche de Razden et d’Alexandrie, archevêque de Vienne, Naples et Embrun, bibliothécaire et confesseur de Grégoire XI, cardinal de Saint-Marc (décès en 1401).
- Pierre-Raymond de la Barrière, évêque d’Autun, cardinal des saints Marcellin et Pierre (décès en 1383).
- Nicolas de Saint-Saturnin, maître du Sacré Palais (décès en 1382).
- Leonardo Rossi de Giffone, ministre général des franciscains, cardinal de Sabine au titre de Saint-Sixte (décès en 1407).
- Renoul de Monteruc (décès en 1382).

### Consistoire du19 mars 1381
- Gutiero Gomez, évêque de Plasencia, cardinal des saints Jean et Paul, dit le cardinal d’Espagne (décès en 1391).

### Consistoire du30 mai 1382
- Thomas Clausse, inquisiteur et confesseur du duc Amédée de Savoie, dit le cardinal du Piémont (décès en ?).

### Consistoire du23 décembre 1383
- Pierre II de Cros, frère du cardinal Jean de Cros de Calimafort et parent de Grégoire XI, archevêque de Bourges et d'Arles, dit le cardinal d’Arles (décès en 1388).
- Faydit d'Aigrefeuille, frère de Guillaume d’Aigrefeuille l’ancien et oncle de Guillaume d’Aigrefeuille le jeune, cousin de Grégoire XI, évêque d’Avignon, cardinal de saint Sylvestre et saint Martin des Monts, dit le cardinal d’Avignon (décès en 1391).
- Aymeric de Magnac, évêque de Paris (décès en 1385).
- Jacques de Menthonnay, chapelain de Clément VII, cardinal des saints Marcellin et Pierre (décès en 1391).
- Amédée de Saluces, neveu de Clément VII, évêque de Valence et de Die, cardinal-diacre de Sainte-Marie-Nouvelle (décès en 1419).
- Pierre Aycelin de Montaigut, frère de Gilles Aycelin de Montaigut, évêque de Laon (décès en 1388).
- Martinho de Zamora, évêque de Lisbonne (décès en 1383).
- Walter Wardlaw, évêque de Glasgow, dit le cardinal d’Écosse (décès en 1387).
- Jean de Neufchâtel, cousin de Clément VII, évêque de Toul, cardinal-évêque d’Ostie et Velletri au titre des Quatre Saints Couronnés (décès en 1398).
- Pierre de Fétigny, protonotaire apostolique (décès en 1432).

### Consistoire du15 avril 1384
- Pierre de Luxembourg-Ligny, évêque de Metz (décès en 1387).

### Consistoire du12 juillet 1385
- Bertrand de Chanac, neveu de Guillaume de Chanac, archevêque de Bourges et patriarche de Jérusalem, cardinal de Sainte-Pudentienne au titre de Saint-Castor, puis cardinal de Sabine, dit le cardinal de Bourges (décès en 1401).
- Tommaso Ammanati, archevêque de Naples, cardinal de Sainte-Praxède (décès en 1396).
- Giovanni Piacentini, évêque de Castello, cardinal de Saint-Cyriaque, dit le cardinal de Venise (décès en 1404).
- Amielh de Lautrec, évêque de Saint-Bertrand-de-Comminges, dit le cardinal de la Licorne (décès en 1390).
- Jean de Murol, évêque de Saint-Paul-les-Trois-Châteaux, cardinal de Saint-Vital (décès en 1399).
- Jean Rolland, évêque d’Amiens (décès en 1388).
- Jean Allarmet de Brogny ou Jean Franczon Alauzier de Brogny, évêque de Genève, archevêque d’Arles, cardinal d’Ostie et Velletri au titre de Sainte-Anastasie, dit le cardinal de Viviers (décès en 1426).
- Pierre de Thury, évêque de Maillezais, cardinal de Sainte-Suzanne (décès en 1410).

### Consistoire de1386
- Pietro Pileo di Prata, évêque de Viviers, dit le cardinal Tricapella (décès en 1400).

### Consistoire de janvier1387
- Jaime d’Aragon, évêque de Valencia, cardinal-évêque de Sabine (décès en 1396).

### Consistoire du5 mai 1387
- Galeotto Tarlati de Petramala, cardinal-diacre de Saint-Georges au Voile d’Or au titre de Sainte-Agathe, puis cardinal de Saint-Marc (décès en 1400).

### Consistoire du3 novembre 1389
- Jean de Talaru, archevêque de Lyon (décès en 1392).

### Consistoire du21 juillet 1390
- Martín de Zalba, évêque de Pampelune, cardinal-prêtre au titre de Saint-Laurent in Lucina, dit le cardinal de Pampelune (décès en 1403).

### Consistoire de17 octobre 1390
- Jean Flandrin, frère ou neveu de Pierre Flandrin, archevêque d’Auch, cardinal des saints Jean et Paul (décès en 1415).
- Pierre Girard, prévôt de Marseille, évêque du Puy, cardinal de Saint-Pierre aux Liens (décès en 1415).

### Consistoire du17 avril 1391
- Guillaume de Vergy, archevêque de Besançon, cardinal de Sainte-Cécile (décès en 1407).

### Consistoire du23 janvier 1394
- Pedro Fernandez de Frias, évêque d’Osma, cardinal de Sainte-Praxède, dit le cardinal de Burgos (décès en 1420).
- Jean de Rochechouart, archevêque d’Arles, dit le cardinal de Bourges (décès en 1402).

## Cardinaux créés parBenoît XIII (antipape)

### Consistoire du24 décembre 1395
- Pierre Blau, parent d’Urbain V, référendaire du pape, cardinal-diacre au titre des Saints-Anges (décès en 1409).

### Consistoire du22 septembre 1397
- Fernando Pérez Calvillo, évêque de Tarragone (décès en 1404).
- Jofré de Boïl (Gaufredo de Boyl), référendaire du pape (décès en 1400).
- Pedro Serra, évêque de Catane (décès en 1404).

### Consistoire du21 décembre 1397
- Berenguer d’Anglesola, évêque de Gérone (décès en 1408).
- Bonifacio Ammanati, notaire apostolique (décès en 1399).
- Louis Ier de Bar, parent de Charles VI et évêque de Langres (décès en 1430).

## Cardinaux exclus de cette liste
La présente liste s’arrête au départ de Benoît XIII d’Avignon, le 11 mars 1403. Elle ne prend donc pas en compte trois consistoires (9 mai 1404, 22 septembre 1408 et 14 décembre 1412), ni celui que ce pontife organisa la veille de sa mort, le 22 mai 1423.
Pour mémoire, il nomma sept nouveaux cardinaux : Miguel de Zalba, évêque de Pampelune, Antoine de Challant, chancelier de Savoie, Pierre Ravat (ou Rabat), archevêque de Toulouse, Jean d’Armagnac, archevêque de Rouen, Juan Martinez de Murillo, abbé de Monte-Aragon, Carlos Jordan de Urriès y Pérez Salanova, Alfonso Carrillo de Albernoz, administrateur du diocèse d’Osma, et Pedro Fonseca.
Lors de son ultime consistoire de 1423, tous ses cardinaux l’ayant délaissé, Benoît XIII remit le chapeau à Julian Lobera y Voltierra, administrateur du diocèse de Tarragone, Ximeno Daha, auditeur de la Chambre pontificale, Dominique de Bonnefoy (ou de Bonne-Espérance), prieur du monastère de Mont-Alègre à Tiana, et Jean Carrier, chapelain du comte Jean d’Armagnac et archidiacre de Rodez. Ce dernier provoqua un nouveau schisme lors de l'élection du successeur de Benoît XIII par ses trois confrères de Gil Sanchez Muñoz sous le nom de Clément VIII, et fut lui-même élu fut élu plus tard antipape sous le nom de Benoît XIV. Ce dernier et son prédécesseur Bernard Garnier - que Jean Carrier avait élu seul sous ce même nom de Benoît XIV -  ont eux aussi nommé des cardinaux, non reconnus par l'Église.